# Elaphe bimaculata
Espèce
Statut de conservation UICN

 LC  : Préoccupation mineure
Elaphe bimaculata est une espèce de serpents de la famille des Colubridae.

## Répartition
Cette espèce est endémique de la Chine. Elle se rencontre de l'Est du Sichuan jusqu'au Jiangsu et, vers le Nord, jusqu'en Mongolie-intérieure.

## Description
Elaphe bimaculata mesure de 60 à 80 cm. Cette espèce peut être confondue avec Elaphe dione mais s'en distingue notamment par une tache en forme de U ou de V sur sa tête alors que Elaphe dione présente un motif en forme de W.
Cette espèce se nourrit de petits mammifères, comme la souris. On le rencontre principalement en forêt mais également dans les champs.

## Publication originale
- Schmidt, 1925 : New Chinese amphibians and reptiles. American Museum Novitates, n. 175, p. 1-3 (texte intégral).